# Pegomya pseudobicolor
Pegomya pseudobicolor är en tvåvingeart som beskrevs av Griffiths 1982. Pegomya pseudobicolor ingår i släktet Pegomya och familjen blomsterflugor. Inga underarter finns listade i Catalogue of Life.